# Michael Gira
Michael Rolfe Gira (ur. 19 lutego 1954 w Los Angeles) – amerykański muzyk rockowy i producent muzyczny. Najbardziej znany jako założyciel i lider zespołu Swans, a także zespołów The World of Skin, The Body Lovers i Angels of Light. Założyciel wytwórni płytowej Young God Records. Autor kilku zbiorów opowiadań.

## Życiorys i kariera artystyczna

### Początki
Michael Rolfe Gira urodził się 9 lutego 1954 roku w zamożnej rodzinie na przedmieściach Los Angeles. Gdy miał kilkanaście lat, jego rodzice rozwiedli się, a on sam przez pewien czas mieszkał z matką, która popadła w alkoholizm. Wkrótce potem został wysłany do ojca, który z uwagi na charakter pracy przemieszczał się przez całe Stany Zjednoczone i Europę. W 1969 roku Gira oglądał koncert zespołu Pink Floyd, który wywarł na nim duże wrażenie. W tym samym roku, podczas pobytu z ojcem w Niemczech, uciekł od niego i wraz z grupą hipisów podróżował po Europie autostopem. Potem znalazł się w Izraelu, gdzie spędził rok, w tym trzy i pół miesiąca w więzieniu za sprzedaż haszyszu. W końcu udało mu się dzięki pomocy pewnego prawnika opuścić więzienie za kaucją. Wkrótce potem został ponownie skazany i spędził kolejny miesiąc w więzieniu. Po zwolnieniu z więzienia powrócił do Kalifornii. We wczesnych latach 70, poszedł na kilka lat do college’u, a potem do uczelni artystycznej Otis College of Art and Design, gdzie studiował malarstwo i kierunek, kojarzony później z performance. Mając 20 lat zainteresował się rodzącą się w Los Angeles sceną punkową. Uczestniczył w koncercie zespołów The Screamers, X i The Weirdos. Założył fanzin pod tytułem No Magazine, a wkrótce potem swój pierwszy zespół w Los Angeles, The Little Cripples. Nie odniósł sukcesu, więc przeniósł się do Nowego Jorku.

### Swans (1982–1997)
W Nowym Jorku z zaprzyjaźnionym gitarzystą założył zespół Metal Envelope, który potem zmienił nazwę na Circus Mort. Zespół nie odniósł sukcesu i w 1981 rozwiązał się. W 1982 roku założył kolejny zespół, Swans. Był jego jedynym stałym członkiem. Zespół nagrał swoją pierwszą EPkę, zatytułowaną Swans, utrzymaną w klimacie no wave. Później, w tym samym roku zespół nagrał materiał na swój debiutancki album, Filth, wydany w 1983 roku. Zaczął przyciągać uwagę krytyków i zdobył sobie rosnącą, kultową publiczność. W 1986 roku w zespole pojawiła się wokalistka Jarboe, która z czasem stała się jego współliderką. Począwszy od 1987 roku, Gira i Jarboe nagrali trzy wspólne albumy poza Swans, najpierw jako Skin, a następnie jako The World of Skin. Muzycznie były one zbliżone do twórczości takich zespołów jak Dead Can Dance czy This Mortal Coil. W 1988 roku Gira i Jarboe nagrali dwa covery utworu Joy Division, „Love Will Tear Us Apart”. W wersji Acoustic i Red tytułowego utworu partię wokalną wykonał Gira, natomiast w wersji Black – Jarboe. Utwór stał się najbardziej udanym singlem zespołu, osiągając 2. miejsce na amerykańskiej liście przebojów radiowych i 85. na brytyjskiej liście przebojów.
W 1991 roku Gira założył własną wytwórnię muzyczną, Young God Records. Jej pierwszym wydawnictwem jest siódmy album Swans, White Light from the Mouth of Infinity.
W 1995 roku wydał swój debiutancki, solowy album, Drainland. Był on świadomie pomyślany jako uzupełnienie solowego albumu Jarboe, Sacrificial Cak.
W 1997 roku, po trasie koncertowej rozwiązał zespół Swans. Powołał do życia nowy projekt, The Body Lovers, który wydał w 1998 roku album, Number One of Three. Wydany na początku 1999 roku album, zatytułowany Michael Gira with Guests, został zrealizowany specjalnie na potrzeby pomocy Jarboe w pokryciu kosztów leczenia choroby, której artystka nabawiła się podczas podróży do Izraela w poprzednim roku.

### Inne projekty (1998–2009)

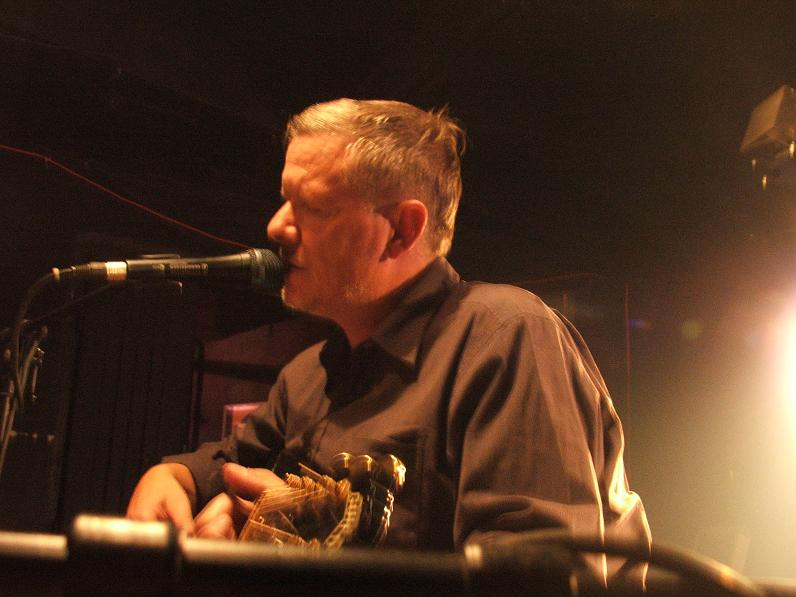
Michael Gira podczas koncertu Angels of Light w warszawskim klubie No Mercy 8 października 2005 roku

Najbardziej znaczącym projektem Giry po Swans stał się zespół Angels of Light, ugrupowanie muzyków, z których wielu współpracowało ze Swans. Pierwszym albumem Angels of Light był New Mother z 1999 roku.
Nowy wiek Gira zainaugurował albumem z tekstem mówionym, Somniloquist. W 2001 roku Gira i frontman zespołu Windsor for the Derby, Dan Matz, wydali wspólny album, What We Did. Później za pośrednictwem Young God Records Gira wylansował kilka nowych projektów muzycznych, w tym muzyka Devendrę Banharta i zespoły: Akron / Family, Calla oraz Mi And L'Au. Współpracował również z piosenkarką Larkin Grimm, wydając w 2008 roku pod szyldem Young God Records jej album, Parplar, który wspólnie z nią wyprodukował.

### Swans (2010–2017)
W 2009 roku Gira zawiesił działalność Angels of Light, czując się znużony pracą nad tym projektem. W styczniu 2010 roku reaktywował zespół Swans. W 2013 roku ukazał się podwójny album zespołu, Not Here / Not Now, a w roku następnym kolejny, również podwójny To Be Kind, na którym gościnnie wystąpili St. Vincent i Cold Specks. Album ten był zdecydowanie największym komercyjnym sukcesem Swans do tamtej pory, trafiając do Top 40 list przebojów albumowych, zarówno w Stanach Zjednoczonych, jak i Wielkiej Brytanii. W 2016 roku Swans wydali kolejny podwójny album, The Glowing Man. Zrealizowane po reaktywacji Swans albumy należą najbardziej ambitnych w jego dorobku. Intensywna działalność koncertowa i nagraniowa sprawiła, że Gira w 2017 roku rozwiązał zespół. Jak wyjaśnił w wywiadzie dla The New York Observer:

Posiadanie zespołu i bycie liderem jest wyczerpujące. (…) Po siedmiu latach ciągłego przebywania ze sobą przez prawdopodobnie przez ponad 200 dni w roku, wszyscy z nas są w szoku, gdy odkrywają, że mają [swoje] życie. Oni mają inne rzeczy, które chcą robić, a ja cieszę się, że będę miał więcej czasu na czytanie, słuchanie muzyki i myślenie.

### Swans (od 2019)
Od tego czasu Swans składa się z luźnej grupy muzyków, w tym z poprzednich współpracowników Swans i Angels of Light, jak również innych gości, przyjaciół i kolegów z tras koncertowych. Wielu spośród nich wzięło udział w realizacji albumu Leaving Meaning, wydanego 25 października 2019 roku.

## Muzyczne inspiracje
W wywiadzie udzielonym w 2013 roku magazynowi Louder Than War jako swoich idoli muzycznych wymienił: Ninę Simone, Howlin’ Wolfa, Johna Cale’a, Nico, Glenna Brankę, Jamesa Browna oraz The Beatles i Pink Floyd. W innym wywiadzie, udzielonym w sierpniu 2016 roku Marcinowi Kubickiemu z miesięcznika Magazyn Gitarzysta dodał do grona swoich idoli muzycznych Leonarda Cohena i Boba Dylana.

## Dyskografia
Zestawienie na podstawie Discogs:

### Albumy solowe
- Drainland (1995)
- Benefit CD - Jarboe Emergency Medical Fund (1999)
- The Somniloquist (2000; wydany pierwotnie jako kaseta nakładem własnym w limitowanej serii w 1997)
- Solo Recordings At Home (2001)
- Living '02 (2002)
- I Am Singing To You From My Room (2004)
- Songs For A Dog (2006)
- I Am Not Insane (2010)
- The Egg: Stories By Michael Gira (2018; załącznik CD do książki pod tym samym tytułem)
- Swans · Michael Gira – Is There Really A Mind? (2022)

### Albumy kolaboracyjne
- Hard Rock (2010; z Lydią Lunch)
- Swans Related Projects 1995: M. Gira · Drainland / Jarboe · Sacrificial Cake (1995; z Jarboe)
- Offenbarung Und Untergang By Georg Trakl (1999; z Étant Donnés)
- What We Did (2001; z Danem Matzem)
- Gantse Mishpuchah (2004; z Davidem Coulterem, Jean-Marie Mathoulem i Charlemagne Palestine)

## Pisarstwo
Michael Gira jest autorem kilku zbiorów opowiadań, wydanych w formie książkowej.

### The Consumer and Other Stories Paperback(1995)
The Consumer and Other Stories Paperback (ISBN 1-880985-26-8) to pierwszy zbiór opowiadań Michaela Giry, wydany w 1995 roku przez 2.13.61 z Los Angeles. Został podzielony na dwie części, z których pierwsza, The Consumer, stanowi serię opowiadań z początku lat 90., zaś druga, Various Traps, Some Weaknesses, składa się głównie z prozatorskich wierszy i drobnych utworów, powstałych w latach 1983–1986. Wiele z tych wcześniejszych opowiadań zostało wcześniej opublikowanych przez SST Records jako Selfishness. Tematem opowiadań jest kazirodztwo, utrata tożsamości, morderstwo, nienawiść do samego siebie, gwałt oraz rozkład psychiczny i fizyczny.

### The Egg: Stories By Michael Gira(2018)
40-stronicowa książka The Egg: Stories By Michael Gira została ręcznie złożona, podpisana i ponumerowana przez autora. Wydana została w lutym 2018 roku w liczbie 2500 egzemplarzy. Książka zawiera kilka całostronicowych ilustracji wykonanych przez Nicole Boitos, w ścisłej współpracy z Michaelem Girą. Do książki dołączona została płyta CD (do wewnętrznej strony tylnej okładki), na której znalazły się opowiadania zawarte w The Egg, a także kilka opowiadań z jego wcześniejszej książki The Consumer.

### The Knot: Complete Words for Music, Collected Stories and Journals(2022)
Książka The Knot: Complete Words for Music, Collected Stories and Journals zawiera teksty do piosenek, które Gira napisał na przestrzeni lat, a które były jego zdaniem warte zebrania w formie wydawnictwa. W książce znalazło się również kilka wcześniej opublikowanych opowiadań, pochodzących ze zbiorów The Consumer i The Egg, jak również z kilku innych limitowanych edycji jego opowiadań.

## Oskarżenia o gwałt
W 2016 roku Larkin Grimm napisała na swojej stronie na Facebooku, że Gira osiem lat wcześniej zgwałcił ją, czemu muzyk konsekwentnie zaprzeczał.